# F-13,714
F-13,714 je agonist 5-HT1A receptora. Studije su pokazale da ligandi 5-HT1A receptora modulišu katalepsiju izazvanu antipsihoticima.